# Cris Williamson
Pour les articles homonymes, voir Williamson.
Cris Williamson est une féministe américaine, chanteuse-auteure-compositrice, qui atteint la renommée en tant qu'artiste, tout en étant une pionnière visible en tant que lesbienne militante politique, à une époque où peu de personnes sans relations directes avec la communauté lesbienne, sont au courant des thématiques gays et lesbiennes. La musique de Williamson et sa perspicacité agit comme un catalyseur de changement dans la création de compagnies de disques appartenant à des femmes dans les années 1970. Grâce à ses talents musicaux, et la mise en réseau avec d'autres musiciennes lesbiennes produisant une musique de qualité, ainsi que sa volonté de représenter celles  qui ne sentent pas encore suffisamment en sécurité pour parler d'elles-mêmes, Williamson est emblématique  pour la communauté LGBT pour sa contribution, à la fois en tant qu'artiste et activiste politique, et continue à être un modèle pour la jeune génération, en espérant répondre aux préoccupations et obtenir la reconnaissance pour des réalisations spécifiques pour les personnes qui ont toujours été ignorés historiquement.

## Biographie

### Débuts
Williamson est née en 1947 à Deadwood dans le Dakota du Sud, mais sa famille déménage au Colorado et dans le Wyoming, quand elle est encore jeune. Son artiste idole à l'époque est Judy Collins, et Williamson développe un style musical et sonore qui est similaire à celui de Collins. Elle sort son premier album, The Artistry of Cris Williamson  en 1964, quand elle a seize ans. Elle est devient un phénomène musical reconnu localement à Sheridan, dans le Wyoming, sortant deux LPs par la suite,. Williamson est diplômée de l'Université de Denver. Elle travaille comme institutrice pour vivre , tout en collaborant en même temps avec d'autres femmes qui sont également chanteuses-autrices-compositrices et artistes de scène, et elle commence à être en réseau avec Holly Near, Meg Christian, et Margie Adam, toutes des musiciennes devenues des femmes artistes renommées, formant un tout nouveau genre de musique, destiné principalement aux femmes.

## Carrière

### Olivia Records
Lors d'une interview à la radio à Washington, DC, en 1973, Williamson suggère qu'un label visant les femmes gays serait une bonne idée. Olivia Records, label de musique indépendante est fondé le jour suivant. La maison de disque sort The Changer and the Changed (1975) de Williamson, qui devient l'un des best-sellers indépendants les plus vendus de tous les temps. Comme William Ruhlmann de AllMusic l'écrit:
"The Changer and the Changed  a été pour la musique des femmes  ce que le Michael Jackson's Thriller a été à l'industrie de la musique en général dans le milieu des années 1980, un album qui s'est vendu bien au-delà de la taille du marché prévue au départ pour lui, avec plus de 100 000 exemplaires dans sa première année de lancement. Finalement, il se serait vendu plus de 500 000 exemplaires, ce qui en ferait un disque d'or, mais il n'a pas été certifié comme tel par la RIAA (qui ne réfute pas l'estimation des ventes, cependant les Albums ne sont pas certifiés automatiquement; une compagnie de musique doit en faire la demande explicitement et payer pour un audit)
Williamson enregistre plus d'une douzaine d'autres albums avec Olivia records, puis, après sa disparition fonde son propre label, Wolf Moon Records. Cela contribue à donner le ton pour les autres artistes qui trouvent difficile de travailler avec les plus grandes maisons de disques.
En 1982, elle collabore avec l'artiste estonien Viido Polikarpus sur un livre et un LP de science fiction et Fantasy intitulé Lumières, avec des œuvres d'art de Polikarpos droit de Lumiere, qui sort avec le label Pacific Cascade Records.

### Vie personnelle
Williamson enregistre deux albums avec sa productrice et amante, Tret Fure. Williamson et Fure ont terminé leurs 20 ans de relations en 2000, et travaillent en tant qu'artiste solo
Williamson travaille en tant que musicienne à la fois de subvenir à ses besoins et pour prêter assistance à d'autres artistes. Elle collabore avec d'autres femmes musiciennes, comme Meg Christian et Thérèse Trull. Elle a de nombreuses amies un peu partout; l'une d'entre elles est Bonnie Raitt, qui a joué sur certains de ses albums.

### Activisme politique
Williamson est une lesbienne féministe et une promotrice de sociétés de musique appartenant à des femmes. 

### Samplée par J Dilla
Williamson's Shine on Straight Arrow was sampled by late hip hop producer J Dilla in the song The Red from the 2003 album Champion Sound (with Madlib as Jaylib).Le morceau de Williamson de Shine on straight arrow   a été samplé par J Dilla dans la chanson The Red à de l'album de 2003 Champion Sound (avec Madlib en tant que Jaylib).

## Discographie
- 1964 The Artistry of Cris Williamson
- 1965 A Step at a Time
- 1965 The World Around Cris Williamson
- 1971 Cris Williamson
- 1975 The Changer and the Changed: A Record of the Times
- 1978 Live Dream
- 1980 Strange Paradise
- 1982 Blue Rider
- 1982 Lumière
- 1983 Meg/Cris at Carnegie Hall
- 1985 Prairie Fire
- 1985 Snow Angel
- 1987 Wolf Moon
- 1989 Country Blessed
- 1990 The Best of Cris Williamson
- 1991 Live in Concert: Circle of Friends
- 1994 Postcards from Paradise
- 1997 Between the Covers
- 1999 Radio Quiet
- 2001 Ashes
- 2003 Cris & Holly
- 2003 Replay
- 2005 The Essential Cris Williamson
- 2005 Real Deal
- 2005 The Changer and the Changed: A Record of the Times [30th *Anniversary Enhanced]
- 2007 Fringe
- 2008 Winter Hearts
- 2010 "Gifthorse"
- 2013 "Pray Tell"